# Георги Карайорданов (оператор)
 Тази статия е за българския оператор.  За българския офицер и военен географ вижте Георги Караюрданов (офицер).  
Георги Асенов Карайорданов е български кинооператор.

## Биография
Роден е в град София на 10 октомври 1926 г. Завършва славянска филология през 1948 г. в Софийския държавен университет. През 1952 г. завършва операторско майсторство в Лодз. След това специализира в съветската тогава телевизия „Останкино“ и телевизионно и филмово операторство в ГДР.
Работи в СИФ като оператор (1952-1959). От 1969 до 1986 година е главен оператор на БТ. Преподава и ръководи класове във ВИТИЗ „Кръстьо Сарафов“ от 1973 година. По-късно става ръководител на катедра „Кино и телевизионно операторско майсторство“. Преподава и в ЮЗУ - Благоевград. Избран е за доцент през 1980 г. и за професор през 1998 г.
Член на СБФД (1954).

## Филмография
- Слънце в люлка (1984)
- Първобитна история (1982)
- Етюд за лява ръка (тв,1981)
- Мъже без връзки (1980)
- Мъжка песен (1980)
- Правилата (1978), 2 серии
- Пътешествие със сал (1977)
- Здрачаване (тв, 1976)
- Засада (1974)
- Разходка с мустанг (1974)
- Синята лампа (1974), 10 серии
- Четиримата от вагона (1971)
- С пагоните на дявола (5-сер. тв, 1967)
- Грамофон и маслини за моите приятели (1967)
- Русият и Гугутката (1965)
- Последната нощ (1961)
- Законът на морето (1958)
- Земя (1956)
- Това се случи на улицата (1956)
- Граница (1954)